# مساءلة الشركات عن انتهاكات حقوق الإنسان
أصبحت مساءلة الشركات عن السلوك المباشر أو التواطؤ في انتهاكات حقوق الإنسان مجال اهتمام متزايد في تعزيز حقوق الإنسان. اعتبرت الشركات المتعددة الجنسيات على وجه الخصوص بنية مهمة، للأفضل أو للأسوأ، في الحفاظ على حقوق الإنسان بالنظر إلى وضعها الاقتصادي والبعد الدولي. في الوقت الحالي، لا توجد آلية على المستوى الدولي يمكن أن تحمّل الشركات المسؤولية القانونية. وبدلاً من ذلك، تم الاعتماد على عدد من الصكوك القانونية غير الملزمة وأهمها المبادئ التوجيهية للأمم المتحدة بشأن الأعمال التجارية وحقوق الإنسان. مع الاستثناء المحتمل للتعويض بموجب القانون المتعلق بالأضرار بالأجانب، لا تكون الشركات مسؤولة قانونياً إلا عن انتهاكات حقوق الإنسان بموجب القوانين المحلية للدولة التي تزعم أن الانتهاك قد وقع فيها أو أن الشركة تقوم بذلك.

## الشركات المتعددة الجنسيات وحقوق الإنسان
برزت الشركات متعددة الجنسيات في التسعينيات كواحدة من أهم التحديات لهيمنة الدول في النظام الاجتماعي والاقتصادي الدولي. في عام 2013، كان للشركات 37 من أفضل 100 اقتصاد في العالم، حيث تجاوزت إيرادات وول مارت ستورز إجمالي الناتج المحلي لجميع دول العالم باستثناء 27 دولة. ونتيجة لذلك، كانت هناك مخاوف متزايدة بشأن الدور الذي تلعبه الشركات متعددة الجنسيات في تعزيز وحماية حقوق الإنسان الدولية. بموجب النظرة التقليدية للقانون الدولي، يقع الالتزام بحماية حقوق الإنسان على عاتق الدولة القومية. تعرف قوة الشركات متعددة الجنسيات بأنها تقلل من قدرة الدول الأضعف على فرض حقوق الإنسان. علاوة على ذلك، أثيرت مخاوف بشأن تشغيل الشركات متعددة الجنسيات في البلدان التي لديها سجل سيء في مجال حقوق الإنسان. العديد من الحالات مثل شركة دو أونوكال، تزعم وجود انتهاكات جسيمة لحقوق الإنسان ارتكبتها الشركات متعددة الجنسيات أو شركاؤها في بلدان مثل بورما (ميانمار). في حين أثير القلق بشأن الدور الذي لعبته الشركات متعددة الجنسيات في انتهاكات حقوق الإنسان، فقد تم الاعتراف أيضاً بحقيقة أن الشركات متعددة الجنسيات لديها القدرة على تعزيز حقوق الإنسان في الدول التي تتمتع بسجل سيئ في الأداء يتجاوز قدرة الدول القومية الأخرى.

## المساءلة في إطار الدولي لحقوق الإنسان
بموجب الإطار الدولي لحقوق الإنسان، لا يمكن مساءلة الشركات إلا بشكل مباشر عن انتهاكات حقوق الإنسان التي تشكل جرائم دولية على النحو المنصوص عليه في نظام روما الأساسي للمحكمة الجنائية الدولية. بموجب النظرة الأرثوذكسية، تعتبر الدول «الموضوعات» الرئيسية للقانون الدولي، وبينما تحتفظ المنظمات الدولية بالشخصية القانونية الدولية، فإن للأفراد والشركات مكانة محدودة. كان هناك نقاش مكثف حول الوضع الذي يجب أن تحتفظ به الشركات متعددة الجنسيات على المستوى القانون الدولي. أولئك الذين يزعمون أن الشركات متعددة الجنسيات يجب أن يكون لها حقوق وواجبات تقوم بتطبيقها على أرض الواقع لكون هذا ضروري بالنظر إلى حجمها وتأثيرها. يدعي أولئك الذين يناقشون فرض القانون الدولي على الشركات متعددة الجنسيات أن القيام بذلك سيعني نقل الحقوق التي من شأنها حتماً أن تعزز النفوذ والسلطة التي يتمتعون بها. شهدت التطورات الأخيرة توضيح التزامات الشركات في مجال حقوق الإنسان ولكن لا توجد آلية تنظيمية قابلة للتنفيذ على المستوى الدولي.

### المبادئ التوجيهية للأمم المتحدة بشأن الأعمال التجارية وحقوق الإنسان
تعتبر المبادئ التوجيهية للأمم المتحدة بشأن الأعمال التجارية وحقوق الإنسان بمثابة البيان الرسمي بشأن معايير حقوق الإنسان التي ينبغي على الشركات الالتزام بها. تتكون المبادئ من ثلاثة أعمدة أساسية: الحماية والاحترام والعلاج القضائي. لا تنشئ المبادئ قانوناً جديداً أو تفرض التزامات على الشركات، بل توفر ما يجب أن يشكل أفضل الممارسات. يحتفظ عامود الحماية بالموقف الأرثوذكسي الذي يقع على عاتق الدول في حماية حقوق الإنسان. ينص عمود الاحترام على أن الشركات يجب أن تحترم حقوق الإنسان، وتتعهد ببذل العناية الواجبة للتأكد من أن سلوكها لا ينتهك أي من هذه الحقوق. يدعو عامود العلاج القضائي إلى توفير سبل الإصلاحات القضائية وغير قضائية لأولئك الذين انتهكت حقوقهم الإنسانية من قبل شركة ما. كانت الاستجابة للمبادئ مختلطة. أقرت منظمة التعاون الاقتصادي والتنمية، المفوضية الأوروبية، والميثاق العالمي للأمم المتحدة أن جميع هذه المبادئ توفر الوضوح ونقطة مرجعية للتطورات المستقبلية. والأهم من ذلك أن مجلس حقوق الإنسان التابع للأمم المتحدة أقر رسمياً هذه المبادئ بعد نشرها بفترة وجيزة. انتقد الاتحاد الدولي لحقوق الإنسان، الذي يمثل العديد من مجموعات حقوق الإنسان، المبادئ المتعلقة بعدم توفير سبل العلاج قضائي فعال للضحايا على الصعيد الدولي وعدم الاعتراف بمسؤولية الدول عن أعمال شركاتهم في الخارج. على الرغم من أن العلماء غير ملزمون حالياً، إلا أنهم تكهنوا أن المبادئ يمكن أن توفر منبراً لصك ملزم أو أن ترسخ في القانون الدولي العرفي، مما يخلق التزامات قانونية.

### الميثاق العالمي للأمم المتحدة

#### المبادئ التوجيهية لمنظمة التعاون الاقتصادي والتنمية للشركات المتعددة الجنسيات
المبادئ التوجيهية لمنظمة التعاون الاقتصادي والتنمية للشركات المتعددة الجنسيات هي إقرار قانون غير ملزم يتضمن معلومات عن معايير السلوك التي ينبغي على الشركات المتعددة الجنسيات أن تسعى لتحقيقها. «توفر مبادئ ومعايير غير ملزمة للسلوك التجاري المسؤول في سياق عالمي يتسق مع القوانين السارية والمعايير المعترف بها دولياً» يتناول الباب الرابع من النسخة المحدثة لعام 2011 تعامل مباشر مع حقوق الإنسان ويكرر الكثير من المحتوي الموجود في مبادئ الأمم المتحدة التوجيهية بشأن الأعمال التجارية وحقوق الإنسان. وعلى هذا النحو، فإن المبادئ التوجيهية تؤيد مباشرة المبادئ التوجيهية للأمم المتحدة.  ينص القسم الرابع على: 
يقع على عاتق الدول واجب حماية حقوق الإنسان. ينبغي على الشركات، في إطار حقوق الإنسان المعترف بها دولياً، أن تلتزم بالواجبات الدولية لحقوق الإنسان للبلدان التي يعمل فيها وكذلك القوانين واللوائح المحلية ذات الصلة:
1. احترام حقوق الإنسان، مما يعني أنه ينبغي لها أن تتجنب انتهاك حقوق الإنسان وأن تعالج الآثار الضارة لحقوق الإنسان التي تنطوي عليها.
2. تجنب التسبب بآثار ضارة بحقوق الإنسان أو الإسهام فيها ومعالجة هذه الآثار عند وقوعها في سياق أنشتطها الخاصة.
3. البحث عن طرق لمنع أو تخفيف الآثار السلبية لحقوق الإنسان المرتبطة مباشرة بعملياتها أو منتجاتها أو خدماتها من خلال علاقاتها التجارية، حتى إن لم تكن تساهم في تلك الآثار.
4. يجب أن يكون هناك التزام سياسي باحترام حقوق الإنسان.
5. تحري العناية الواجبة في مجال حقوق الإنسان حسب مقتضى الحال بالنسبة لحجمها وطبيعتها وسياقها وشدة مخاطر الآثار الضارة لحقوق الإنسان.
6. النص على التوفير أو التعاون من خلال العمليات المشروعة في معالجة الآثار الضارة لحقوق الإنسان عندما تحدد إنها تسبب في هذه الآثار أو ساهمت فيها.

«المبادئ التوجيهية لمنظمة التعاون الاقتصادي والتنمية للشركات المتعددة الجنسيات»

### القسم الرابع (2011)
تعكس النقاط الست المذكورة أعلاه الركائز الثلاث للمبادئ التوجيهية للأمم المتحدة. واجب الدولة هو توفير الحماية، ومسؤولية الشركات تقديم الاحترام والوصول إلى سبل التعويض القضائي. تتطلب المبادئ التوجيهية من الدول المشاركة إنشاء نقاط اتصال وطنية. يمكن تقديم ادعاءات الأفراد إلى حزب المؤتمر الوطني. ويشار إلى هذه الحالات المحددة. ثم يتم معالجة مزايا المطالبة من قبل حزب المؤتمر الوطني وإذا تم العثور على القضية سيتم إجراء تحقيق. قد تتم الوساطة بين الشركة المعنية وصاحب الشكوى كواحدة من المراحل النهائية في العملية. وإذا تبين أن إحدى الشركات تنتهك الإرشادات، فسيتم إصدار بيان نهائي يوضح انتهاكات الإرشادات التي حدثت جنباً إلى جنب مع تقييم التأثير. علقت منظمة العفو الدولية على أن المبادئ التوجيهية توفر «عدسة لدراسة السلوك التجاري فيما يتعلق بحقوق الإنسان». بهذا المعنى، قيل إن المبادئ التوجيهية لمنظمة التعاون الاقتصادي والتنمية لديها القدرة على تعزيز درجة من المساءلة. نصحت منظمة العفو الدولية في إحاطتها لنقطة الاتصال الوطنية في المملكة المتحدة بشأن التداعيات المحتملة للبيان الختامي للشركات التي يتبين أنها غير ملتزمة. قد تتأثر السمعة، والقدرة على العمل، وقيمة الأسهم بشكل سيء إن لم يكن هناك التزام.  تعتقد منظمة العفو الدولية أن هذا قد يكون بمثابة رادع، مما يفسح المجال أمام الشركات التي تضمن التزامها بمعايير حقوق الإنسان. الأساس المنطقي وراء هذا هو أن العلاقة بين التكلفة والفائدة يتم تغييرها لصالح الالتزام بحقوق الإنسان.